# Raffaele Nogaro
Raffaele Nogaro (ur. 31 grudnia 1933 w Gradisca di Sedegliano) – włoski duchowny rzymskokatolicki, w latach 1990-2009 biskup Caserty.

## Życiorys
Święcenia kapłańskie przyjął 29 czerwca 1958. 25 października 1982 został mianowany biskupem Sessa Aurunca. Sakrę biskupią otrzymał 9 stycznia 1983. 20 października 1990 objął rządy w diecezji Caserta. 25 kwietnia 2009 przeszedł na emeryturę.